# Rio Ponta Grossa
Rio Ponta Grossa är ett vattendrag i Brasilien.   Det ligger i delstaten Paraná, i den södra delen av landet, 1 000 km söder om huvudstaden Brasília.
I omgivningarna runt Rio Ponta Grossa växer i huvudsak städsegrön lövskog. Runt Rio Ponta Grossa är det glesbefolkat, med 11 invånare per kvadratkilometer.